# Herklotsichthys punctatus
Herklotsichthys punctatus és una espècie de peix pertanyent a la família dels clupeids.

## Descripció
- Pot arribar a fer 9,5 cm de llargària màxima (normalment, en fa 8,5).
- 13-21 radis tous a l'aleta dorsal i 12-23 a l'anal.[3][4]

## Hàbitat
És un peix marí, pelàgic-nerític i de clima subtropical (37°N-12°N, 29°E-45°E) que viu entre 0-50 m de fondària.

## Distribució geogràfica
Es troba al mar Roig, l'est de la Mediterrània i, probablement també, el golf d'Aden.

## Ús comercial
Es comercialitza fresc, en salaó, assecat i com a mandonguilles de peix.

## Observacions
És inofensiu per als humans.